# Keine Schonzeit für Blondinen
Keine Schonzeit für Blondinen (Originaltitel: La ragazza del Palio) ist ein italienisch-französischer Liebesfilm aus dem Jahr 1957 von Regisseur Luigi Zampa. Die Hauptrollen sind mit Diana Dors und Vittorio Gassman besetzt. Die Vorlage für den Film beruht auf einer Geschichte von Raffaele Gianelli, der auch am Drehbuch mitwirkte.

## Handlung
Als die attraktive Amerikanerin Diana Dixon bei einem Fernsehquiz dreitausend Dollar und einen Cadillac gewinnt, entschließt sie sich, mit ihrem neuen Auto eine Rundreise durch Italien zu unternehmen. Bei einer Autopanne in der Stadt Siena macht sie die Bekanntschaft eines sehr charmanten Mannes, der sich ihr als Prinz Piero di Montalcino vorstellt. Prompt verliebt Diana sich in ihn. Sie geht davon aus, dass ein Prinz nicht nur reich an materiellen Gütern, sondern auch an Einfluss ist. Der Prinz wiederum glaubt, dass Diana die Tochter eines reichen Ölbarons ist.
Bei einem Kostümball kommt jedoch heraus, dass Diana aus einfachen Verhältnissen stammt und ihr Vater lediglich Tankstellwart ist. Piero tut sich schwer mit dieser Erkenntnis, ist außerdem enttäuscht und zieht sich von Diana zurück. Auch Diana hat inzwischen festgestellt, dass sie einem Irrtum unterlegen ist, und der Prinz ganz und gar nicht reich ist, sondern im Gegenteil mit finanziellen Problemen zu kämpfen hat. Da ihr Gefühl für Piero echt ist, will sie ihm beweisen, dass der Wert eines Menschen nicht von seinem Bankkonto abhängt. Da sie eine ausgezeichnete Reiterin ist, meldet sie sich für das berühmte Pferderennen Palio di Siena an, eines der härtesten der Welt, und gewinnt dieses auch. Aber sie gewinnt auch etwas zurück, was ihr viel wichtiger ist: Piero.

## Produktion

### Drehorte
Neben der Piazza del Campo in Siena und dem Sieneser Dom sind im Film u. a. die Piazza dei Miracoli von Pisa und der historische Renaissance-Garten der Villa Garzoni im toskanischen Collodi zu sehen, wo der Pinocchio-Autor Carlo Lorenzini häufig zu Besuch war.

### Hintergrund
Bei den Dreharbeiten 1956 in Siena gelang es der jungen Italo-Schweizerin Rosanna Bonelli, der Tochter des 1954 gestorbenen Drehbuchautors Luigi Bonelli, sich unter die Jockeys zu mischen, die die Filmgesellschaft für die Palio-Szenen angeheuert hatte. Auf Anregung des Jockeys Fernando Leoni durfte Bonelli in einer Drehpause einige Runden um die Piazza del Campo reiten. Als der Stuntman, der Diana Dors darstellen sollte, kurzfristig wegen einer Verletzung ausfiel, zeigten die Filmproduzenten Interesse an Bonelli, die auch tatsächlich als Stuntwoman einsprang. 

### Veröffentlichung
Der Film lief 1957 in Italien an; am 20. August 1958 startete er unter dem Titel „La blonde enjôleuse“ in den französischen Kinos. In der Bundesrepublik Deutschland lief er am 31. März 1964 an. In der DDR fand der Film erstmals am 1. September 1987 den Weg ins Fernsehen (DFF 2).

### Synchronisation
Die deutsche Synchronbearbeitung entstand 1964.
| Rolle               | Schauspieler     | Deutscher Synchronsprecher |
| Diana Dixon         | Diana Dors       | Margot Leonard             |
| Piero di Montalcino | Vittorio Gassman | Helmo Kindermann           |
| Mike                | Bruce Cabot      | Wolfgang Lukschy           |
| Papà ferrari        | Nando Bruno      | Klaus W. Krause            |

## Kritik
„Schöner toskanischer Reiseprospekt für Bella-Italia-Nostalgiker. Fazit: Die Story ist genauso ‘blond’ wie Diana Dors.“

Das Lexikon des internationalen Films war der Ansicht, dass es sich um einen „ohne sonderliche Ambitionen inszenierte[n] Unterhaltungsfilm“ handele.